# Ligny-en-Cambrésis
Ligny-en-Cambrésis ist eine französische Gemeinde mit 1.874 Einwohnern (Stand: 1. Januar 2022) im Département Nord in der Region Hauts-de-France. Sie gehört zum Arrondissement Cambrai und zum Kanton Le Cateau-Cambrésis. Die Einwohner werden Lignysiens und Lignysiennes genannt.

## Geographie
Ligny-en-Cambrésis liegt etwa 13 Kilometer südöstlich von Cambrai. Umgeben wird Ligny-en-Cambrésis von den Nachbargemeinden Fontaine-au-Pire im Norden, Caudry im Nordosten, Montigny-en-Cambrésis im Osten und Südosten, Clary und Caullery im Süden, Walincourt-Selvigny im Südwesten sowie Haucourt-en-Cambrésis im Westen.

## Geschichte
Ein römischer Bauernhof im Besitz eines gewissen Licinius ist zweifellos der Ursprung sowohl des Ortsnamens als auch der im Mittelalter an der Stelle der galloromanischen Villa errichteten Burg.
Im Jahr 1434 wurde das Dorf niedergebrannt, als Vergeltung gegen die Familie Luxembourg, die für die Gefangennahme von Jeanne d’Arc verantwortlich war. Einer Legende zufolge soll sie am Schloss von Ligny vorbeigekommen sein. Das Anwesen ging dann in die Hände der Familie Villers au Tertre über, was dazu führte, dass das Dorf 1583 von den Franzosen aus der Garnison von Cambrai geplündert wurde.
Das Dorf verfügte über zahlreiche Textilwerkstätten und viele Manufakturen, die früher Mulquiniers genannt wurden. Die Textilindustrie ist inzwischen erheblich zurückgegangen und die Heimweberei gibt es nicht mehr. Es gibt zwar noch einige Fabriken und Werkstätten, aber die wirtschaftliche Rezession hat sich hier ebenso deutlich manifestiert wie im Rest der Region. Die landwirtschaftliche Tätigkeit wurde aufrechterhalten, auch wenn kleine landwirtschaftliche Betriebe verschwunden sind, trotz der spezifischen Probleme der Landwirtschaft, die ebenso gravierend sind wie die der Textilbranche.
1793 als Ligny gegründet, erhielt die Gemeinde ab 1894 den Beinamen „en-Cambrésis“. Sie trug im Zuge der Eingemeindung von Haucourt-en-Cambrésis ab 1972 vorübergehend den Namen Ligny-Haucourt. 1997 wurde der Vorgang rückgängig gemacht und Ligny-en-Cambrésis trägt seitdem wieder den vorherigen Namen.

## Bevölkerungsentwicklung
| Jahr                              | 1962 | 1968 | 1975 | 1982 | 1990 | 1999 | 2006 | 2012 | 2020 |
| Einwohner                         | 2112 | 2012 | 2107 | 1889 | 1835 | 1658 | 1687 | 1863 | 1928 |
| Quellen: Cassini, EHESS und INSEE |      |      |      |      |      |      |      |      |      |

## Sehenswürdigkeiten
- Kirche Saint-Martin, errichtet 1862
- Schloss Ligny, ursprünglich bereits im 9. Jahrhundert als Burganlage errichtet, zahlreiche Umbauten, heute Hotel
- Britischer Militärfriedhof
- Brauerei Pattyn aus dem 19. Jahrhundert

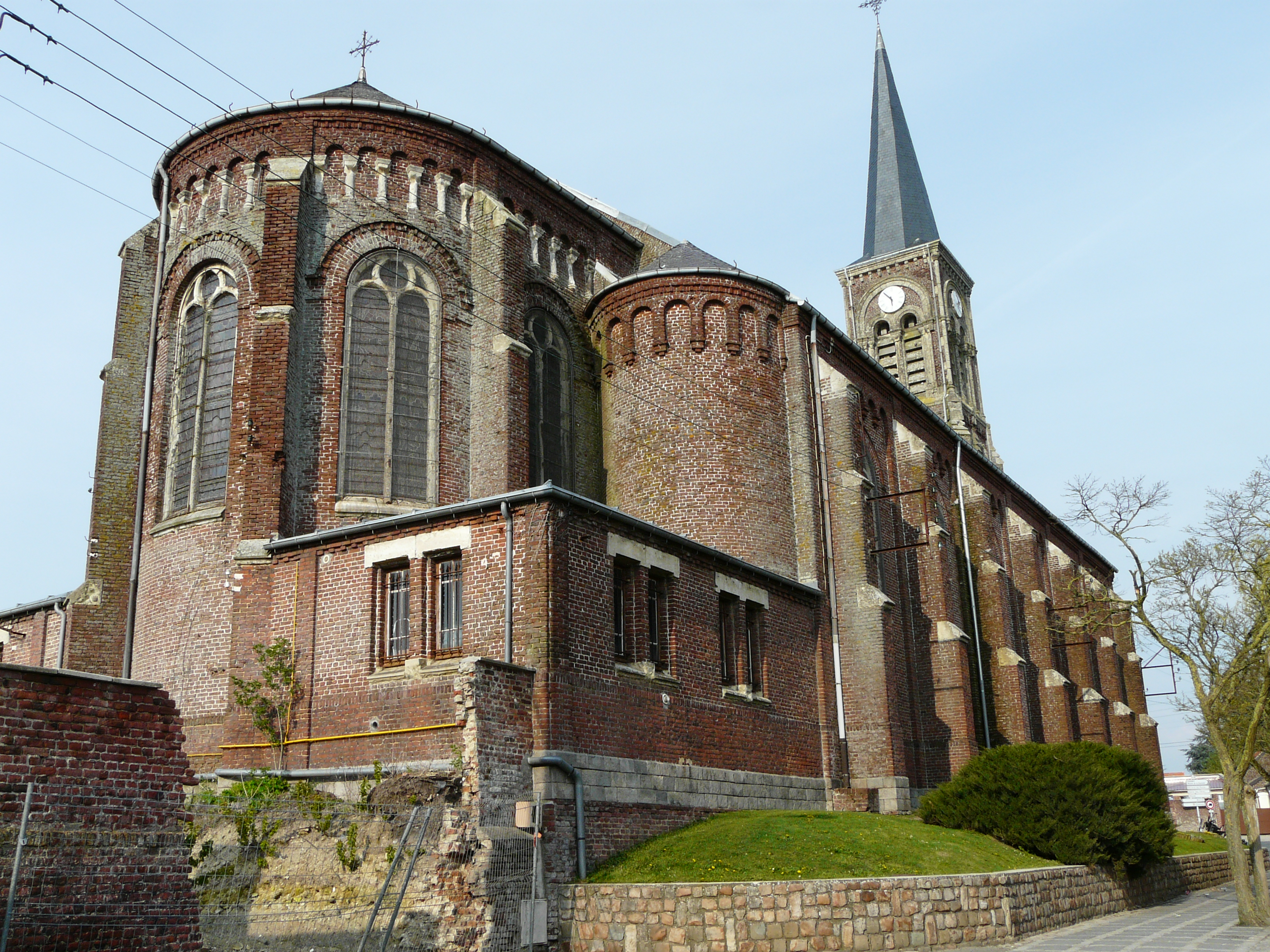
Kirche Saint-Martin
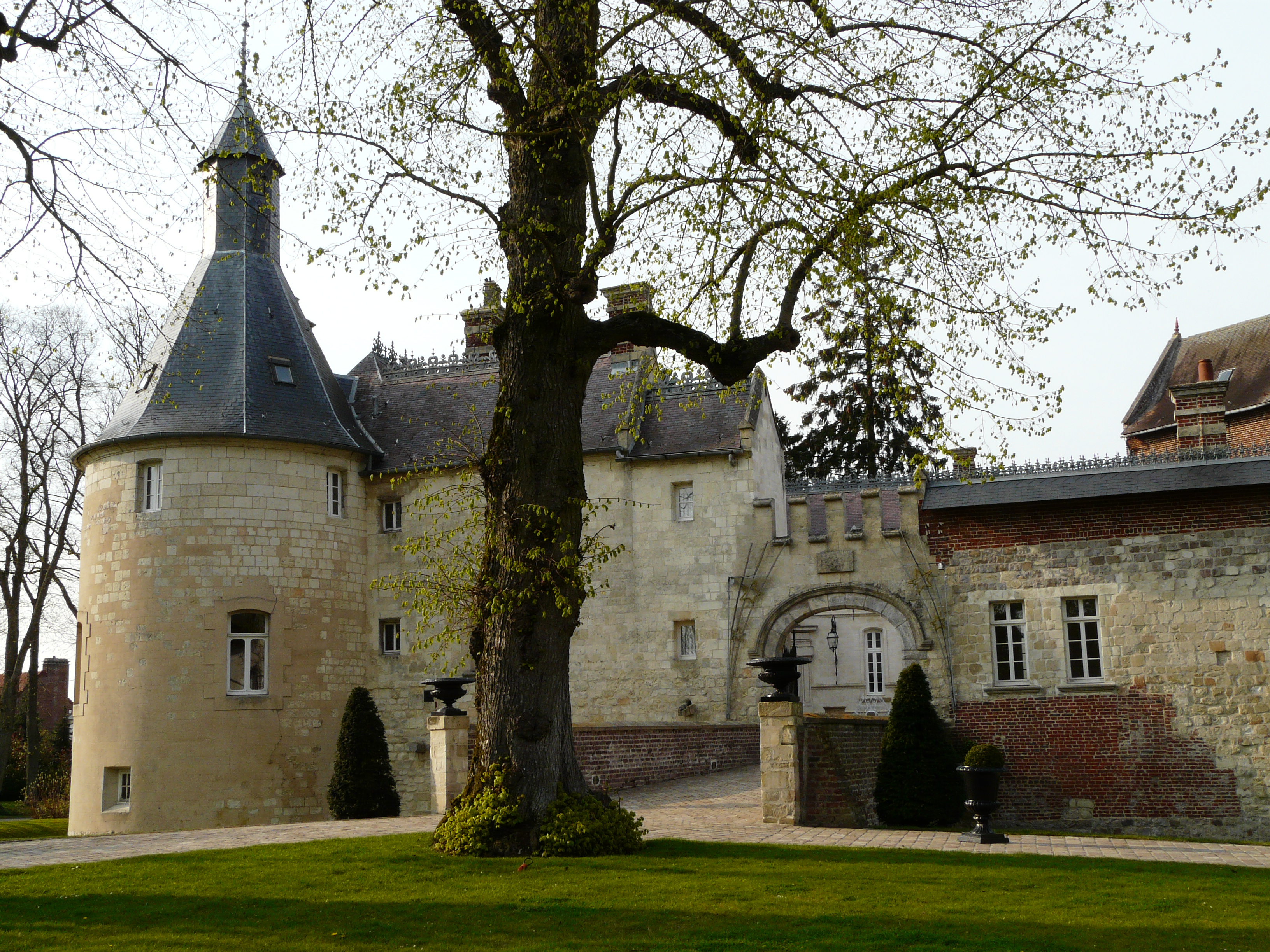
Schloss Ligny
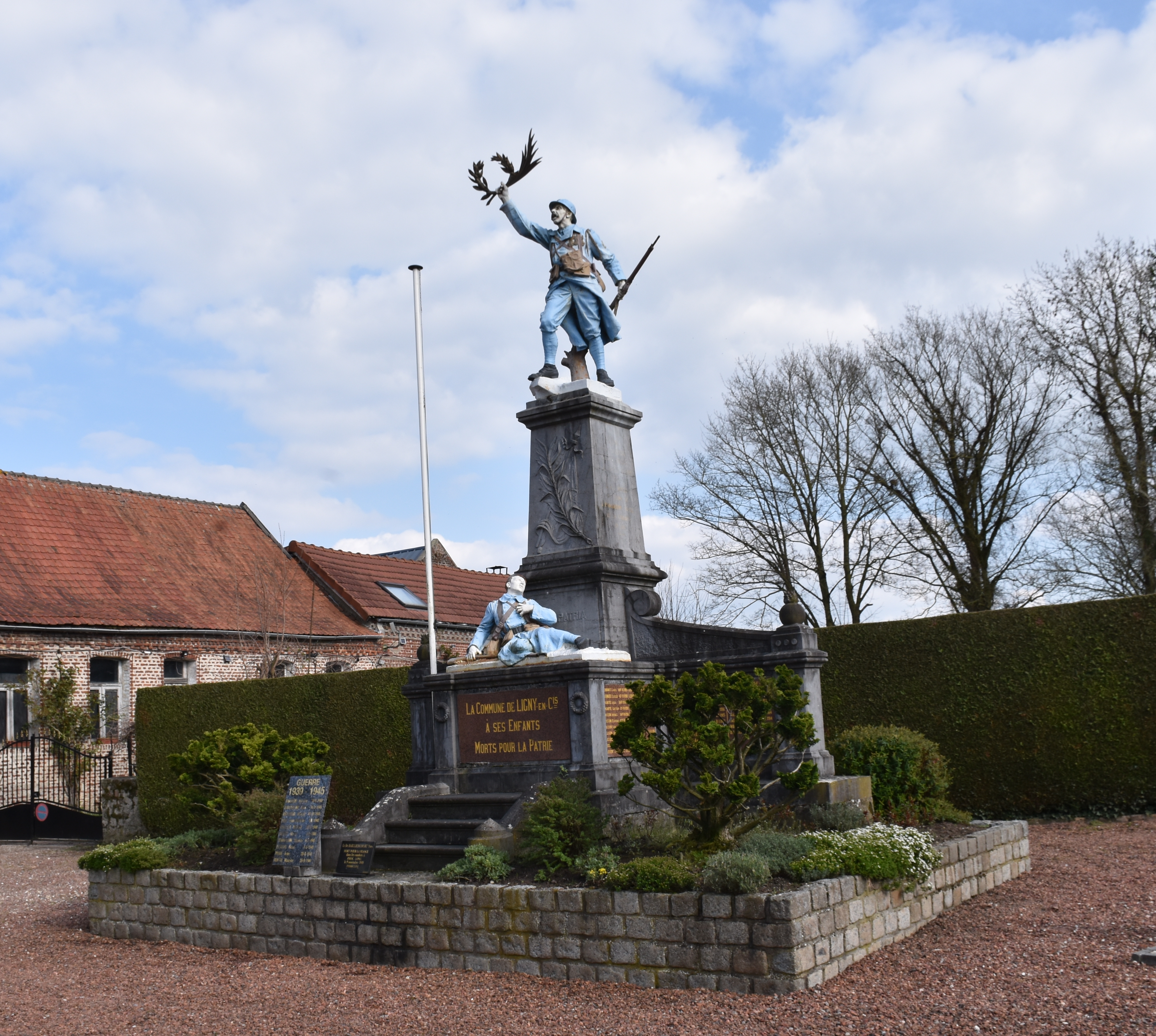
Gefallenendenkmal